# 特維斯頓 (加利福尼亞州)
特維斯頓（英語：Teviston）是位於美國加利福尼亞州圖萊里縣的一個人口普查指定地區。

## 地理
特維斯頓的座標為35°55′44″N 119°16′42″W / 35.92889°N 119.27833°W，而該地最高點為海拔高度83米（即272英尺）。

## 人口
根據2010年美國人口普查的數據，特維斯頓的面積為5.623平方千米，當中陸地面積為5.623平方千米，而水域面積為0.000平方千米。當地共有人口1214人，而人口密度為每平方千米215人。